# 牛商
牛商（？—？），字子夏。漢成帝時任張掖太守。鴻嘉三年（前18年）為右扶風，永始四年（前13年）免。

## 參看
- 張掖郡